# Bevin Benchi, Raichur
Bevin Benchi là một làng thuộc tehsil Raichur, huyện Raichur, bang Karnataka, Ấn Độ.